# اگبائو-اهوا
اگبائو-اهوا (به لاتین: Agbaou-Ahéoua) یک منطقهٔ مسکونی در ساحل عاج است که در Agnéby واقع شده‌است.